# Fläckig hyena
Fläckig hyena (Crocuta crocuta) är ett däggdjur i familjen hyenor och placeras som ensam art i släktet Crocuta. Fläckig hyena finns bara i Afrika.

## Kännetecken
Fläckig hyena mäter 95 till 165 centimeter från huvud till bakdel och därtill kommer svansen som är 25,5 till 35 centimeter lång. Mankhöjden är 70 till 91 centimeter och djuret kan väga 40 till 86 kilogram. Hannen är allmänt lite kortare och i genomsnitt 6,5 kilogram lättare än honan. Den ulliga och lite styva pälsen är gulgrå med mörka bruna till svarta fläckar. Öronen är avrundade och mindre än hos den strimmiga hyenan. Djuret har ingen man kring axlarna.
De främre extremiteterna är tydligt större än de bakre, Varje fot har fyra tår. Den har stora käkar med starka muskler och kan äta delar av bytesdjur som är svåra för andra rovdjur, som hud, segt kött och kraftiga ben.
Honan saknar vagina och har en förstorad klitoris som ser ut som en penis, något man tidigare trodde orsakades av androgener. Senare forskning har visat att det troligen beror på morfogenesis och sexuell efterapning inom arten.

## Utbredning och systematik
Historiskt var fläckig hyena vitt spridd över hela Subsahariska Afrika. Dess nuvarande utbredningsområde är på många håll fragmenterat, speciellt i Västafrika. Ett kontinuerligt utbredningsområde förekommer över stora delarna av Etiopien, Kenya, Tanzania, Botswana, Namibia och veldområdena i Transvaal i Sydafrika.
Fläckig hyena förekommer i alla typer av habitat förutom i extrema ökenområden, tropisk regnskog eller fjälltoppar, men upp till 4 000 meter över havet. Den föredrar savann och flest individer finns i de stora gräsregionerna av östra och södra Afrika.
Fläckig hyena tillhör familjen hyenor som omfattar fyra recenta arter som vanligen placeras i var sitt släkte, där fläckig hyena placeras i släktet Crocuta.
Under den senaste istiden förekom också grotthyena som idag kategoriseras som underart till fläckig hyena, Crocuta crocuta spelaea, men som tidigare haft artstatus Hyaena spelaea. Grotthyena förekom från Iberiska halvön och vidare till nordöstra Kina. Det är idag en av de bäst kända däggdjuren från den senaste istiden. Grotthyenan var mycket specialiserat och levde av stora däggdjur, främst vildhäst, Stäppbison och ullhårig noshörning.

## Levnadssätt

### Flocken
Den fläckiga hyenan lever och jagar i klaner. Klanen har upp till 80 medlemmar och den består av mindre grupper som jagar tillsammans. Revirets gränser markeras av bägge könen med vätska från analkörteln. I territoriets centrum ligger bon som bara nyttjas av honor med ungdjur. Hanarna och honor utan ungar vilar utanför bon. Den fläckiga hyenan är huvudsakligen aktiv på natten. Arten är matriarkalisk och har en strikt hierarki där även de lägst rankade honorna står över de högst rankade hanarna. Även ungarna står över hanarna i rang då ungarna oftast ärver sina mödrars plats i hierarkin. Då och då uppkommer aggressivt beteende mellan flockens medlemmar. Orsaken är oftast kamp om bytets delning eller en hona som försvarar sina ungar mot andra medlemmar i flocken. I vissa fall får hyenorna svåra sår av dessa strider. Den fläckiga hyenan har många olika läten men det är det läte som låter som en människas skratt som har gett den smeknamnet "laughing hyena".

### Fortplantning

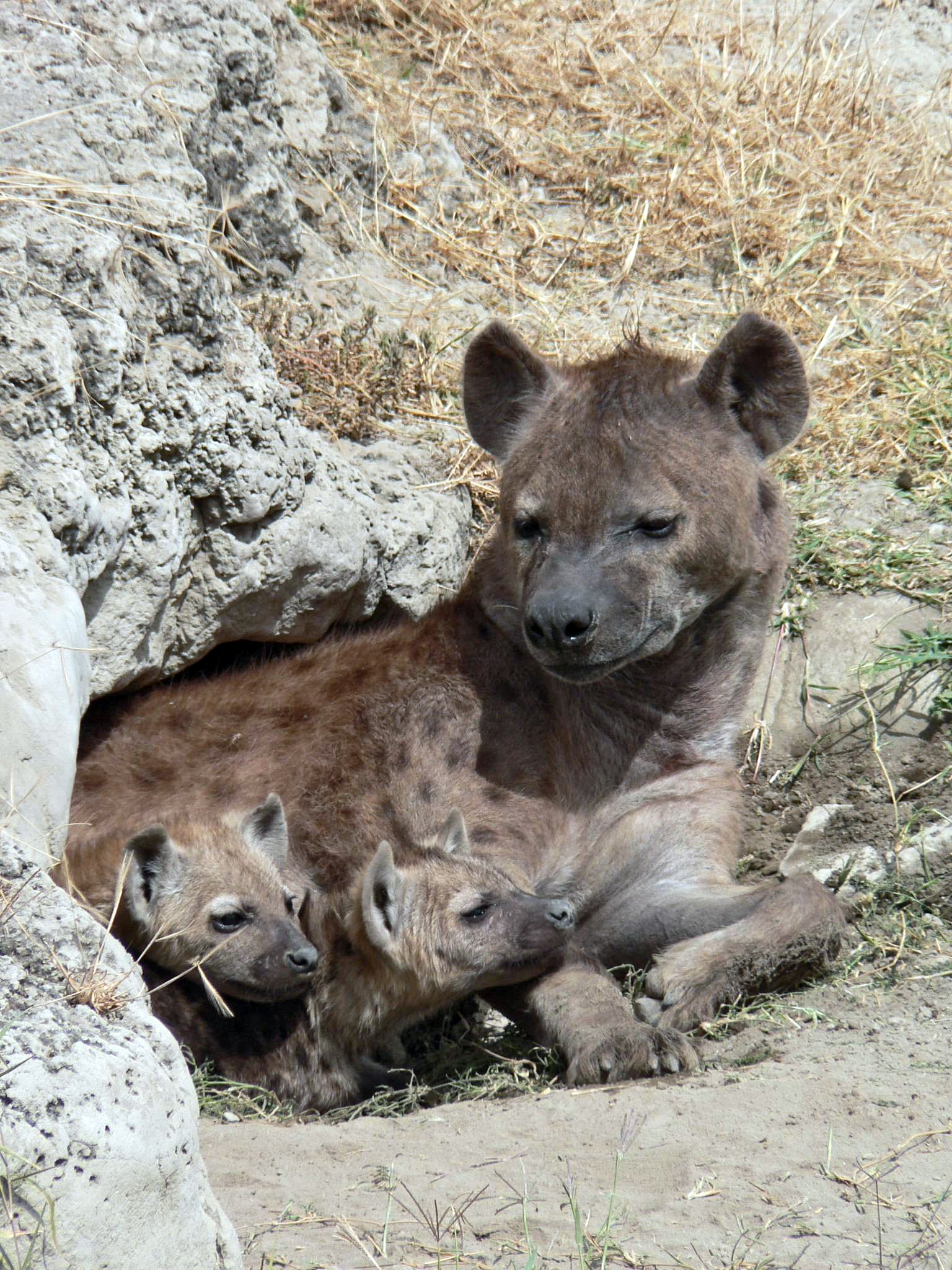
Fläckig hyena med två ungar.

Till skillnad från vargen har flera honor i hyenornas flock möjlighet att föda ungar samtidig. För rätten att para sig uppkommer ibland strider mellan hanarna. Dräktigheten varar i genomsnitt 110 dagar. Honan föder oftast två ungar per kull. Sällan förekommer trillingar men i dessa fall dör den tredje ungen efter kort tid. De föds med öppna ögon, fullt utvecklade tänder och är ganska aktiva. Ansvarig för ungarnas uppfostran är honan men ibland iakttas även hanar som leker med sina ungar. Efter två till tre år lämnar ungar av hankön flocken medan honorna stannar kvar.
Ofta uppkommer de beskrivna aggressionerna redan mellan syskon. Honans uppgift är oftast att skilja de stridande ungdjur från varandra för att avvärja större skador. Ungarnas beteende är ingen lek utan tydligt allvarlig. Motsvarigheter finns även hos andra djurarter, till exempel hos sandhajar.

### Föda
Även om fläckiga hyenor är mest kända som asätare, så är de skickliga jägare. En individ eller en flock kan fälla mindre grupper av antiloper, gaseller eller zebror. I östafrikanska nationalparker iakttas ofta hyenor som cirklar kring ett ätande lejon i väntan på att det ska lämna bytet. Därför antogs länge felaktig att hyenor följer efter lejon för att äta upp resterna. Sanningen är att det var lejonet som stal djuret från hyenan, som själv hade nedlagt bytet. Å andra sidan förekommer det ibland att en stor flock hyenor tar bytet från en lejonhona – men aldrig en lejonhanes.[källa behövs]
Arten jagar upp till 95 procent av sin föda själv. Som tidigare beskrivits äter fläckig hyena alla delar av bytet. Under jakten når hyenan en hastighet upp till 60 km/h. De kan hålla hastigheten längre än flera bytesdjur som initialt är snabbare. Vanligtvis hugger hyenan i offrets bakhasor och sedan i bytets mage.
Fläckig hyena äter huvudsakligen växtätande däggdjur och ibland andra ryggradsdjur som fåglar, kräldjur eller fiskar. I viss mån ingår växtdelar från människans avfallshögar samt avföring från stora partåiga hovdjur i födan.

## Hyenan och människan
Fläckig hyena är mycket vanlig i Afrika och arten räknas inte som hotad även om arten stadigt har minskat. Dess nuvarande utbredningsområde är på många håll fragmenterat, speciellt i Västafrika, och större populationer är koncentrerade till skyddade områden, som naturreservat, och omkringliggande områden. De finns även i närheten av människans boplatser och ibland förekommer angrepp mot människor. Trots att hyenor inte är husdjur hålls de ibland liksom hundar och det förekommer att en person går med ett par hyenor, som är utrustade med koppel och munkorg, genom tätt frekventerade gator.